# Rottum (Friesland)
Rottum is een dorp in de gemeente De Friese Meren, in de Nederlandse provincie Friesland. Rottum ligt tussen Heerenveen en Sintjohannesga, aan de N924. In 2023 telde het dorp 760 inwoners. Ten noorden loopt de Veenscheiding en in het oosten de Engelenvaart. 

## Geschiedenis

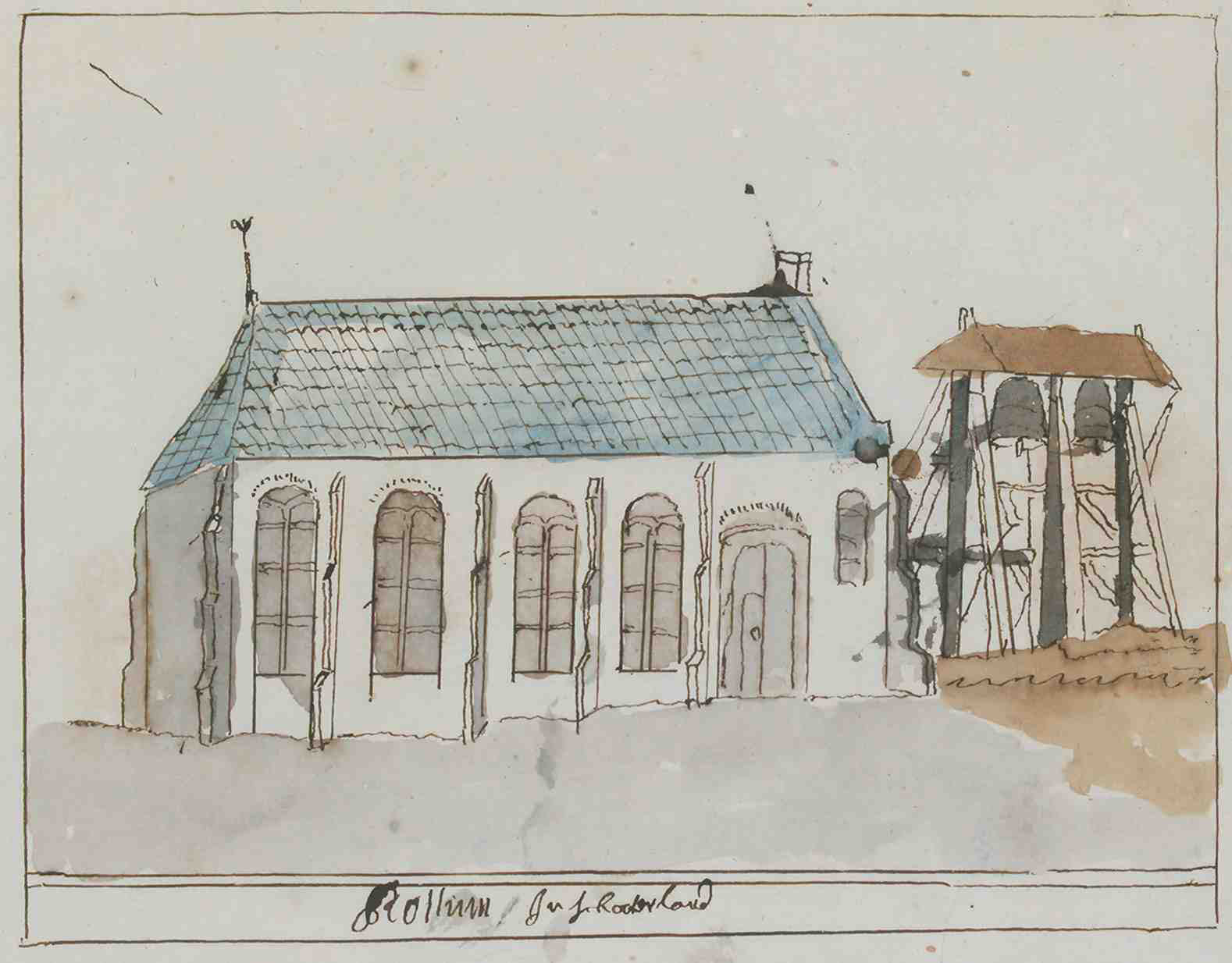
De kerk en klokkenstoel van Rottum, Atlas Schoemaker: Friesland, 1710-1735

Het dorp is in de Middeleeuwen ontstaan als basis voor de vervening. De plaatsnaam zou zijn afgeleid van een rivier in de omgeving, de Ratinô, dat op zijn beurt staat voor schitterend, uitstekend. Rottum is ontstaan op een zandhoogte in het veen. De eerste vermelding van de plaats is in de 13e eeuw, als Ruthne. Daarna werd de plaats vermeld als Rutna, Rotne, Rottim, Rottena, Rotthum en Rotten.
Het dorp heeft een tijdlang een kerk gehad maar in 1791 werd deze afgebroken omdat de kerk al jaren vervallen was. Op de begraafplaats bevindt zich een van de klokkenstoelen in Friesland. De oorspronkelijke klokkenstoel werd in de jaren van de twintigste eeuw vervangen door een betonnen versie. De luidklok is waarschijnlijk door Johan van Bomen gegoten en dateert uit 1443.
Tot 1934 behoorde Rottum tot de gemeente Schoterland, waarna het onderdeel werd van de gemeente Haskerland. In 1984 ging het over naar de nieuwe Skarsterlân en deze ging in 2014 over in de gemeente De Friese Meren (De Fryske Marren). 
De nieuwbouwwijk, Ny Sân, werd vanaf 2014 gebouwd. De wijk bestaat uit de straten Koets en Albert Marten Rinkemastrjitte.

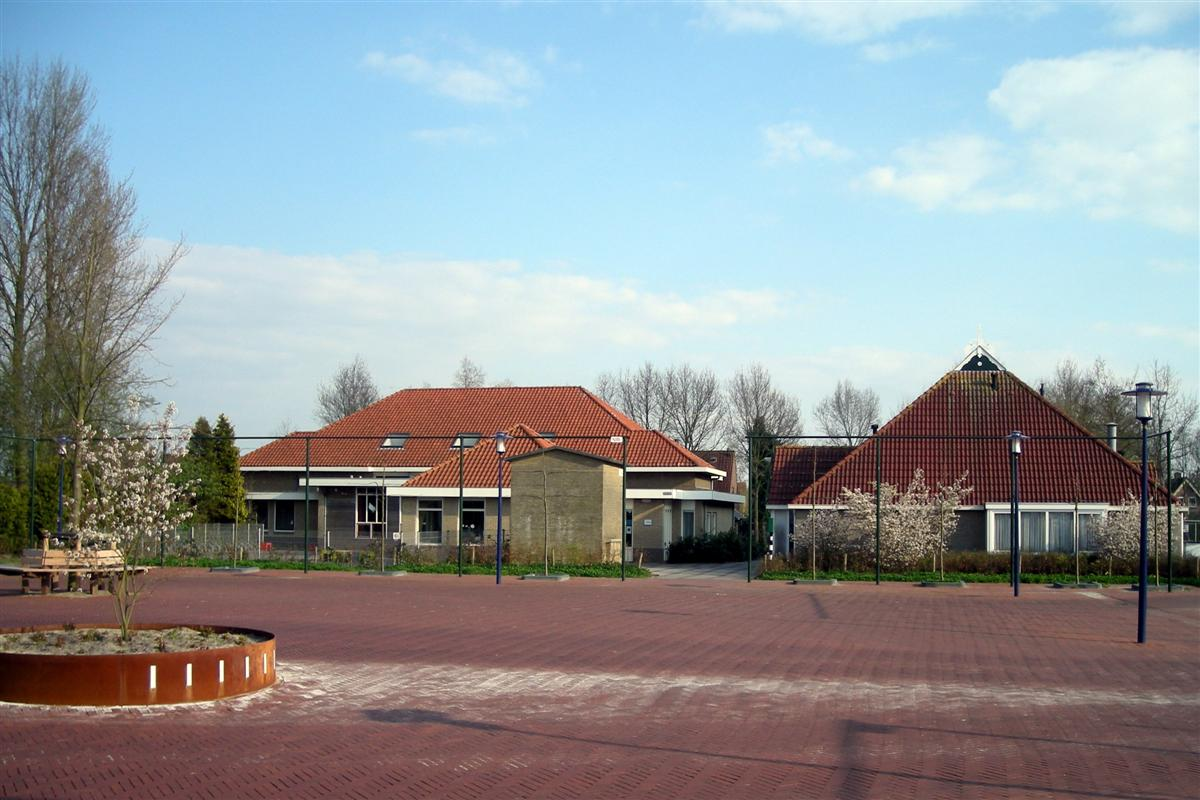
OBS De Ynset en Doarpshûs
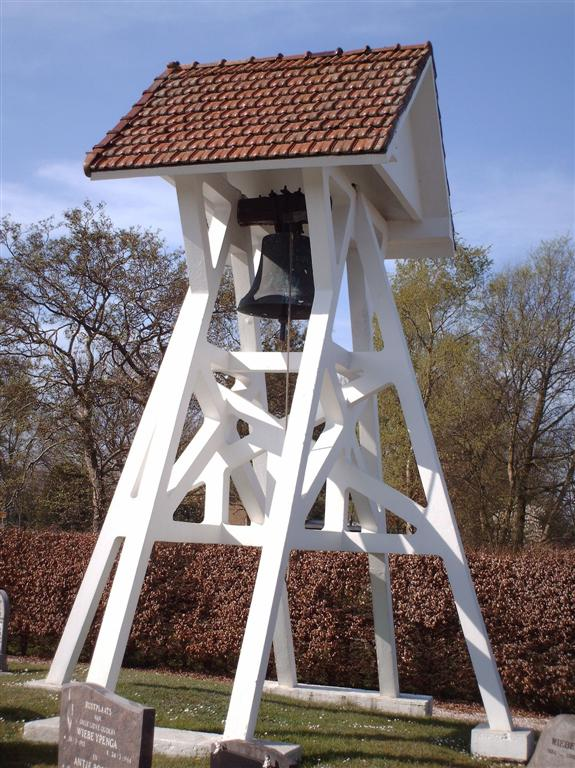
Klokkenstoel op de begraafplaats
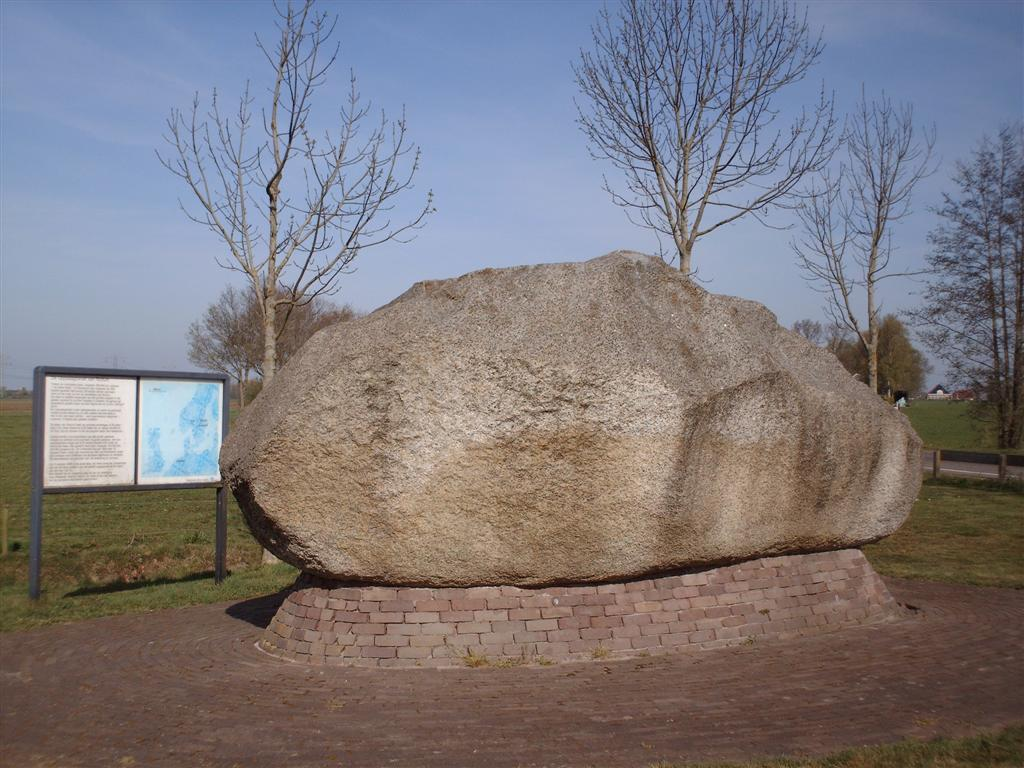
De Zwerfsteen van Rottum ten oosten van Rottum

## Sport
De tennisvereniging Rottum werd opgericht in 1992. Naast de tennisbaan is een  jeu-de-boulesvereniging actief met een eigen veldje.

## Onderwijs
Rottum heeft een basisschool, De Ynset.

## Geboren in Rottum
- George de Jong (1953), oud-volleybalinternational en vader van Siem en Luuk de Jong
- Antoinette de Jong (1995), schaatsster

## Openbaar vervoer
- Lijn 48: Heerenveen - Rottum - Sintjohannesga - Rotsterhaule - Rohel - Vierhuis - Delfstrahuizen - Echtenerbrug - Echten - Oosterzee - Lemmer